# 田中忠三郎
田中 忠三郎（たなか ちゅうざぶろう、1933年11月26日 - 2013年3月5日）は、日本の民俗学者、民俗民具研究家、著述家。アミューズミュージアム名誉館長。渋沢敬三に傾注し、在野の民族研究家として民具の調査・収集にあたった。

## 来歴
1933年（昭和8年）11月26日、青森県下北郡川内町（現・むつ市）生まれ。
23 歳から単独で、平内町にある槻の木遺跡・一本松遺跡を 10 年間発掘する。その後、平内町教育委員会の勤務を経て、1977年から、布類を中心とした民具の収集を行う。三沢市小川原湖民俗博物館館長を務めた後、青森市歴史民俗展示館 稽古館の館長に就任する。民俗学へ転じて以降、半世紀近くにわたり、集落の姥や古老から昔の話を聞き取るフィールドワークを行った。あわせて、江戸から昭和にわたる生活道具の収集を行う。
1975年には寺山修司の「田園に死す」、1990年には黒澤明「夢」に両監督たっての希望で、田中のコレクションから衣裳や民具等を撮影用に提供し、映画内の考証も担当した。「田園に死す」の舞台となった古民家は田中忠三郎の所有で、小道具には田中コレクションを使用している。また、「夢」では農民衣裳を提供した。
2009年、田中コレクションのなかの裂織・ぼろ布の芸術性に注目し、ぼろを優れたテキスタイルデザイン・フォークアートとして、消費文化の対極にある本物のエコロジーとして捉えた写真集『BORO』（都築響一撮影・2009年1月出版）が発刊された。東京上野の森美術館、京都思文閣美術館、旭川国際染織美術館、東京青山ブックセンターで「田中忠三郎コレクション 『BORO』」展を開催した。同年11月に開館した東京都台東区浅草のアミューズミュージアム（BORO等を含めた日本の布文化等を展示）の名誉館長を務めた。
2012年1月に放送されたNHK「新日本風土記」では、個性的な日本のへうげもの（目利き）10人の1人として、古田織部・柳宗悦・北大路魯山人・棟方志功らと並んでアミューズミュージアム名義で紹介された。
2013年3月5日、喉頭癌のため死去。79歳没。
2014年11月から2015年2月にかけて、十和田市現代美術館において、田中忠三郎コレクションを現代アートの観点から捉え直した展覧会「田中忠三郎が伝える精神～東北の民俗衣コレクションと現代美術」が開催され、田中コレクションと同コレクションに触発された現代美術の作家たちの作品が並列に展示された。

## 田中忠三郎コレクション
江戸時代・明治・大正・昭和に至るまで、各時代の衣・食・住にかかわる衣服や民具（生活用具）を収集・保存し、そのコレクションは2万点に及ぶ膨大なものとなった。そのうち、津軽・南部の刺し子着786点が国の重要有形民俗文化財に、紡績用具と麻布520点が青森県の有形民俗文化財に指定された。田中のコレクションは柳宗悦、青山二郎、白洲正子らの流れを汲む「用の美」を体現するものとして、都築響一らが作品制作のために借り受けた。このほかに所有する古書・近世文書のコレクションも1万点を超える。
田中コレクションとは別に、田中が20 - 30代にかけて発掘した縄文遺跡の考古学資料約1万点、および民俗資料を含む約2万点は国立歴史民俗博物館に所蔵されている。同じく、アイヌ資料も国立民族学博物館に所蔵されている。

## 公職・褒賞など
- 北海道東北民具研究会会長[1]
- 日本民具学会理事
- 国立民族学博物館国内調査委員
- 東津軽郡平内町教育委員会文化財担当
- 青森ねぶた祭奨励委員長[1]
- 青森県芸術文化報奨・川内町文化功労者賞（1979年）[1]
- 紺綬褒章（1983年）[1]
- 青森市教育文化彰（2000年）

## 映画（衣裳協力）
- 寺山修司監督作品『田園に死す』
- 黒澤明監督作品『夢』

## 著書
- 『みちのく民俗散歩』北の街社
- 『私の蝦夷ものがたり』北の街社
- 『南部のつづれ菱刺し模様集』北の街社
- 『下北 忘れえぬ人々』荒蝦夷社
- 『津軽・南部の刺し子着』民俗民具研究所
- 『サキオリから裂織へ』民俗民具研究所　など

### 共著
- 『博物館づくりと地域おこし』
- 『甦る縄文の思想』

このほか、学会誌・雑誌・タウン誌などに執筆。

## コレクション
- 刺し子（津軽こぎん刺し・南部菱刺し）
- 裂織
- 食器、漆器
- 織機
- 柱時計、腕時計
- 桶
- 箪笥
- 鏡・化粧台
- ランプ
- ポスター
- 古書
- 浮世絵
- 馬具
- 臼
- 鉄ビン・鉄鍋・鉄釜
- 手編み籠
- 笄（こうがい）
- 瓢箪（ひょうたん）
- 片口
- 行燈（あんどん）
- ミニカー
- 万年筆
- 土器